# 알레코 콘스탄티노프

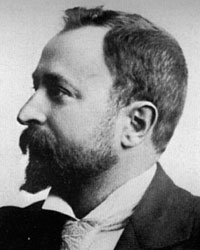
알레코 콘스탄티노프

알레코 이반초프 콘스탄티노프(불가리아어: Алеко Иваницов Константинов, 1863년 1월 1일 ~ 1897년 5월 11일)는 불가리아의 작가이다.

## 생애
오스만 제국 실리스트라 속주(현재의 불가리아) 스비슈토프에서 불가리아인 무역상의 아들로 태어났다. 1885년에 오데사 대학교 법학과를 졸업한 이후에 소피아에서 법률가로 근무했고 나중에 작가로 활동하게 된다. 그의 첫 소설인 《바이 가뇨》(Бай Ганьо)는 서유럽 각지를 순회하면서 장미유와 융탄 장사를 하는 행상인의 여행을 담은 픽션으로서 불가리아의 근대화 과정을 대표하는 작품으로 여겨진다.
콘스탄티노프는 불가리아의 작가로는 최초로 서유럽과 미국 방문기를 남긴 국제적인 작가로 여겨지는데 프랑스 파리에서 열린 1889년 만국 박람회, 보헤미아 프라하에서 열린 1891년 만국 박람회, 미국 시카고에서 열린 1893년 만국 박람회를 관람했다. 그의 세계 박람회 관람은 약 500년 동안 계속된 오스만 제국의 지배를 종식시키고 독립 국가를 수립한 불가리아 국민들에게 발전하는 세계의 모습을 보여주었다.
콘스탄티노프는 불가리아에서 여행 운동을 전개했던 인물로 여겨지기도 한다. 1894년에는 여행기 《시카고에서의 귀환》(До Чикаго и назад)을 발표했다. 이 작품에서 바이 가뇨는 주인공이 아닌 제3의 인물로 등장하지만 시카고에 대한 관심을 높인 작품으로 여겨진다. 특히 미국에 거주하던 불가리아 출신 이민자들은 시카고 대학교의 레겐스타인(Regenstein) 도서관에 그의 흉상을 건립하기도 했다.
콘스탄티노프는 1897년에 페슈테라를 여행하던 도중에 라딜로보 부근에서 암살당했다. 이 사건은 정치인이었던 그의 친구를 노리다가 벌어진 오발 사고로 인한 죽음으로 알려져 있지만 그가 쓴 수필이 지도자에 대한 부정적인 묘사를 담고 있어 그의 암살로 이어진 것으로 추정된다. 2003년에 발행된 불가리아의 100 레프 지폐에는 그의 초상화가 그려져 있다.